# Kuća Vuković u Kalalarga 8 u Makarskoj
Kuća Vuković u gradiću Makarskoj, Kalalarga 8, zaštićeno kulturno dobro.

## Opis dobra
Vrijeme nastanka: 1750. do 1790. godine. Stambena dvokatnica kojoj je naknadno dograđen kat izgrađena je u drugoj polovici 18. st. s obilježjima kasnog baroka. Južno pročelje okrenuto je na glavnu ulicu, u osi pročelja je lučni portal ukrašen palmicama, flankiran vratima „na koljeno“. Na prvom katu je pet simetrično postavljenih prozora s profiliranim vijencima, a na drugom je u središnjoj osi balkon na dvije konzole. Nadograđeni kat je ožbukan. Sjeverno od kuće je ograđeno dvorište s gospodarskom zgradom.

## Zaštita
Pod oznakom Z-4937 zavedena je kao nepokretno kulturno dobro - pojedinačno, pravna statusa zaštićena kulturnog dobra, klasificirano kao "javne građevine".